# Samuel Prioleau
Samuel Prioleau (né à Charleston (Caroline du Sud) le 4 septembre 1784 et mort à Pendleton (Caroline du Sud) le 6 mai 1839, est un avocat, magistrat et homme politique américain.

## Biographie
D'une famille de huguenots originaire de La Rochelle, fils de Philip Prioleau et d'Alice Edith Honeyard, il épouse Hannah Motte Hamilton en 1811 puis Elizabeth Lynch Hamilton en 1818, toutes deux sœurs de James Hamilton Jr. (en).
Samuel Prioleau suit des études de droit à l'université de Pennsylvanie puis à Charleston, est admis au barreau en 1808 et devient partenaire de William Drayton Sr. (en).
En 1819, il est élu à la Chambre des représentants de Caroline du Sud pour Charleston. 
Il devient maire de Charleston en 1824, avant d'en être nommé recorder (en) de la ville l'année suivante.